# Неосудність
Неосу́дність — стан психологічного здоров'я людини, при якому вона не може контролювати свої дії або не перебуває у свідомості (розумова недорозвиненість, психологічні захворювання тощо).
До тимчасових розладів психічної діяльності психіатри відносять різноманітні форми порушення психічної діяльності, що можуть тривати певний час і закінчуються повним видужанням (наприклад, реактивні стани, патологічний афект, патологічне сп'яніння).
Недоумство — це уроджений (олігофренія) чи придбаний (деменція) хворобливий стан психіки, що характеризується неповноцінністю розумової діяльності.
Виділяють три ступеня олігофренії:
- найбільш легкий — дебільність;
- середній — імбецильність;
- важкий — ідіотія.

При ідіотії та імбецильності людина завжди визнається неосудною. Практика показує, що дебільність у легкій формі в принципі не виключає стану осудності та обмеженої осудності.
Іншим хворобливим станом можуть визнаватися розлади психічної діяльності, які не підпадають під ознаки перших трьох категорій психічних захворювань. Це, наприклад, маревні явища на ґрунті важкого інфекційного захворювання.
Для визнання особи неосудною необхідно, щоб був встановлений факт вчинення нею суспільно небезпечного діяння, передбаченого КК, наявність доказів скоєння його саме цією особою (юридичний критерій) та наявність хоча б однієї ознаки медичного критерію та однієї ознаки психологічного критерію.
Оскільки для визначення психічного стану конкретної особи (підозрюваного, обвинувачуваного, підсудного) необхідні спеціальні знання, то у випадках наявності у судді, слідчого, адвоката обґрунтованих даних, що ставлять під сумнів осудність чи обмежену осудність особи, що вчинила передбачене КК суспільно небезпечне діяння, у справі призначається судово-психіатрична чи комплексна психолого-психіатрична експертиза.